# Siamak

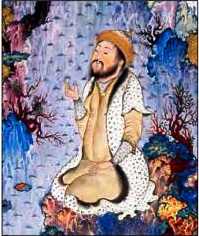
Siamak in de Sjahnama van Sjah Tahmasp

Siamak (Perzisch: سیامک) is de zoon van Gayomard in de Sjahnama van de dichter Ferdowsi uit de 10e eeuw. Siamak wordt door de zwarte demon gedood, zijn zoon Hushang neemt wraak en volgt zijn grootvader Gayomard op.
Gayomard is de eerste mens die als koning over de hele wereld heerst. Zijn zoon is Siamak. Siamak heeft alleen Ahriman als vijand. Ahrimans zoon, de zwarte demon, verzamelt een leger om de koning aan te vallen. De engel Sorush verschijnt aan Siamak en vertelt hem van de plannen van de vijand. Siamak verzamelt zijn eigen leger, maar in de veldslag die volgt wordt Siamak door de zwarte demon gedood. Zijn vader Gayomard rouwt een jaar lang om het verlies van zijn zoon, maar krijgt dan van Sorush de opdracht de strijd met de demonen aan te binden. Siamaks zoon Hushang wordt de bevelhebber van het leger, dat uit feeën en dieren bestaat. De dieren overwinnen de demonen en Gayomard geeft de kroon over aan Hushang. 